# FA Cup 1997-1998
La FA Cup 1997-1998 è stata la centodiciassettesima edizione della competizione calcistica più antica del mondo. È stata vinta dall'Arsenal contro il Newcastle Utd.

## Finale
| Arbitro: | Paul Durkin |

|                         |           |  |
| Overmars 23’ Anelka 69’ | Marcatori |  |